# Diocesi di Moundou
La diocesi di Moundou (in latino: Dioecesis Munduensis) è una sede della Chiesa cattolica in Ciad suffraganea dell'arcidiocesi di N'Djamena. Nel 2021 contava 272.790 battezzati su 987.280 abitanti. È retta dal vescovo Joachim Kouraleyo Tarounga.

## Territorio
La diocesi comprende la provincia del Logone Occidentale in Ciad.
Sede vescovile è la città di Moundou, dove si trova la cattedrale del Sacro Cuore.
Il territorio è suddiviso in 16 parrocchie.

## Storia
La prefettura apostolica di Moundou fu eretta il 17 maggio 1951 con la bolla Christianae fidei di papa Pio XII, ricavandone il territorio dalle prefetture apostoliche di Fort-Lamy (oggi arcidiocesi di N'Djamena) e di Garoua (oggi arcidiocesi).
Il 19 febbraio 1959 la prefettura apostolica è stata elevata a diocesi con la bolla Qui omnes ubique di papa Giovanni XXIII.
Il 6 marzo 1989 ha ceduto una porzione del suo territorio a vantaggio dell'erezione della diocesi di Doba.
Il 28 novembre 1998 ha ceduto porzioni del suo territorio a vantaggio dell'erezione delle diocesi di Goré e di Laï.

## Cronotassi dei vescovi
Si omettono i periodi di sede vacante non superiori ai 2 anni o non storicamente accertati.
- Clément Sirgue, O.F.M.Cap. † (1952 - 1959 deceduto)
- Samuel-Louis-Marie-Antoine Gaumain, O.F.M.Cap. † (19 dicembre 1959 - 19 dicembre 1974 dimesso)
- Joseph Marie Régis Belzile, O.F.M.Cap. † (19 dicembre 1974 - 9 marzo 1985 dimesso)
- Gabriel (Régis) Balet, O.F.M.Cap. † (9 marzo 1985 - 18 settembre 1989 deceduto)
- Matthias N'Gartéri Mayadi † (11 giugno 1990 - 31 luglio 2003 nominato arcivescovo di N'Djamena)
- Joachim Kouraleyo Tarounga, dal 3 giugno 2004

## Statistiche
La diocesi nel 2021 su una popolazione di 987.280 persone contava 272.790 battezzati, corrispondenti al 27,6% del totale.
| anno | popolazione | popolazione | popolazione | presbiteri | presbiteri | presbiteri | presbiteri                | diaconi | religiosi | religiosi | parrocchie |
| anno | battezzati  | totale      | %           | numero     | secolari   | regolari   | battezzati per presbitero | diaconi | uomini    | donne     | parrocchie |
| ---- | ----------- | ----------- | ----------- | ---------- | ---------- | ---------- | ------------------------- | ------- | --------- | --------- | ---------- |
| 1970 | 110.456     | 725.095     | 15,2        | 51         | 6          | 45         | 2.165                     |         | 56        | 44        | 22         |
| 1980 | 168.537     | 895.000     | 18,8        | 56         | 5          | 51         | 3.009                     |         | 64        | 72        |            |
| 1990 | 155.732     | 784.476     | 19,9        | 41         | 9          | 32         | 3.798                     |         | 43        | 51        | 20         |
| 1999 | 120.022     | 455.489     | 26,4        | 38         | 23         | 15         | 3.158                     |         | 16        | 45        | 19         |
| 2000 | 246.083     | 455.489     | 54,0        | 34         | 23         | 11         | 7.237                     |         | 13        | 50        | 12         |
| 2001 | 173.280     | 455.489     | 38,0        | 25         | 14         | 11         | 6.931                     |         | 13        | 43        | 12         |
| 2002 | 173.819     | 455.489     | 38,2        | 22         | 16         | 6          | 7.900                     |         | 7         | 50        | 12         |
| 2003 | 179.115     | 533.089     | 33,6        | 33         | 28         | 5          | 5.427                     |         | 6         | 68        | 12         |
| 2004 | 182.895     | 533.089     | 34,3        | 34         | 29         | 5          | 5.379                     |         | 6         | 62        | 12         |
| 2013 | 367.000     | 896.000     | 41,0        | 22         | 19         | 3          | 16.681                    |         | 6         | 61        | 15         |
| 2016 | 394.635     | 965.576     | 40,9        | 30         | 20         | 10         | 13.154                    |         | 14        | 66        | 15         |
| 2019 | 245.877     | 924.495     | 26,6        | 41         | 31         | 10         | 5.997                     |         | 13        | 61        | 15         |
| 2021 | 272.790     | 987.280     | 27,6        | 43         | 30         | 13         | 6.343                     |         | 16        | 64        | 16         |